# Congreso Venezolano de Botánica
El Congreso Venezolano de Botánica es un evento que reúne a la comunidad científica, estudiantil, innovadora e interesados en general en el área de la Botánica en Venezuela y otros países, con la finalidad de compartir experiencias, saberes, conocimientos, perspectivas y futuros retos de esta área y relacionados. Se encuentra organizado por la Fundación Instituto Botánico de Venezuela “Dr. Tobías Lasser”, con apoyo de la Sociedad Botánica de Venezuela, la Universidad Central de Venezuela y otras instituciones de la capital. Los congresos se llevan a cabo cada dos años. El último fue el XX CVB en San Cristóbal, y el próximo se desarrollará en Caracas del 12 al 16 de mayo de 2015.
El lema del CVB XXI “Botánica en Venezuela, alcances y nuevos retos”
engloba lo que se ha hecho en esta rama de la ciencia en el país, la actualidad
de la botánica venezolana y los nuevos retos en áreas como biología molecular,
cambio climático, conservación de especies, botánica comunitaria, entre otros.

## Congresos anteriores
|       | FECHA                             | CIUDAD         | INSTITUCIÓN ANFITRIONA                                          | COORDINADOR GENERAL      |
| ----- | --------------------------------- | -------------- | --------------------------------------------------------------- | ------------------------ |
| I     | 11 al 13 de febrero de 1971       | Caracas        | Sociedad de Ciencias Naturales                                  | Leandro Aristeguieta     |
| II    | 27 de junio al 1 de julio de 1972 | Mérida         | Universidad de los Andes                                        | Manuel López Figueiras   |
| III   | 22 al 26 de abril de 1974         | Cumaná         | Universidad de Oriente                                          | Guy Deleuze              |
| IV    | 16 al 21 de mayo de 1976          | Maracaibo      | Universidad del Zulia                                           | Omar Zambrano            |
| V     | 14 al 19 de mayo de 1978          | Barquisimeto   | Universidad Centro Occidental                                   | Egleé Páez de Mujica     |
| VI    | 18 al 23 de mayo de 1980          | Maracay        | Universidad Central de Venezuela                                | Daysy M. Gaskin          |
| VII   | 15 al 21 de mayo de 1983          | Caracas        | Sociedad Botánica y Jardín Botánico                             | Leandro Aristeguieta     |
| VIII  | 26 al 31 de mayo de 1985          | Mérida         | Universidad de los Andes                                        | Rubén Hernández          |
| IX    | 13 al 18 de noviembre de 1988     | Caracas        | Instituto Pedagógico de Caracas                                 | Francisco Delascio       |
| X     | 24 al 30 de noviembre de 1991     | Guanare        | Universidad Nacional Experimental de los Llanos Ezequiel Zamora | Francisco Ortega         |
| XI    | 16 al 21 de mayo de 1993          | Mérida         | Universidad de los Andes                                        | Idel Contreras           |
| XII   | 21 al 27 de mayo de 1995          | Ciudad Bolívar | Universidad Experimental de Guayana                             | Elio Sanoja              |
| XIII  | 14 al 19 de octubre de 1997       | San Cristóbal  | Universidad Nacional Experimental del Táchira                   | Omar Tapias M.           |
| XIV   | 18 al 21 de julio de 2000         | Caracas        | Universidad Pedagógica Experimental Libertador                  | Cristian Sánchez         |
| XV    | 1 al 5 de diciembre de 2003       | Mérida         | Universidad de los Andes                                        | José Remigio Guevara     |
| XVI   | 15 al 20 de mayo de 2005          | Maturín        | Universidad de Oriente                                          | Nilda Alcorcés de Guerra |
| XVII  | 20 al 25 de mayo de 2007          | Maracaibo      | Universidad del Zulia                                           | Darisol Pacheco          |
| XVIII | 17 al 22 de mayo de 2009          | Barquisimeto   | Universidad Centroccidental Lisandro Alvarado                   | Norberto Maciel          |
| XIX   | 17 al 19 de mayo de 2011          | Maracay        | Universidad Central de Venezuela                                | Marina García            |
| XX    | 14 al 17 de mayo de 2013          | San Cristóbal  | Universidad Nacional Experimental del Táchira                   | Omar Tapias M.           |
| XXI   | 12 al 16 de mayo de 2015          | Caracas        | Instituto Jardín Botánico Dr. Tobías Lasser-UCV                 | Argelia Silva            |